# Juan García de la Hinojosa
Juan García de la Hinojosa, también conocido como «Mulatero», marinero y descubridor español, nacido en Guadalmez a finales del siglo XV, es uno de los sesenta y siete españoles que acompañaron a Vasco Núñez de Balboa en el descubrimiento del Océano Pacífico el 25 de septiembre de 1513. Fue quien escribió con un puñal la fecha y el nombre de los Reyes Católicos sobre la corteza de un árbol, para dar testimonio del descubrimiento. 

## Biografía

### Inicios
Juan García de la Hinojosa o Juan García «Mulatero», apodo con el que también se le conocía, nació en la aldea de Guadalmez a finales del siglo XV, y debió quedar huérfano y sin hermanos, muy joven, ya que al morir sus únicos herederos fueron sus primas Isabel Ruiz, casada con Diego Gómez y Beatriz López, esposa de Juan Díez, hijas ambas de su tío Pedro de Córdoba, y vecinas de Guadalmez, además de su primo Álvaro Pacheco.

### En América
Juan García debió llegar a la Isla de la Española (actual República Dominicana y Haití), procedente de Sevilla, y allí, en Santo Domingo, comenzaría a desempeñar y aprender las tareas de marinero en las aguas del mar del Caribe. A principios de 1513 se trasladará al continente americano, a la región de Castilla del Oro, nombre con el que se designaba por esas fechas a las tierras de las actuales Panamá y Honduras, y concretamente a la ciudad de Santa María la Antigua del Darién, fundada en septiembre de 1510, por Vasco Núñez de Balboa. Éste, que había sido nombrado gobernador de Veraguas en 1511, y que se había dedicado a recorrer y conquistar el istmo de Panamá, escuchó de boca de Panquiaco, hijo del cacique Comogre, la existencia de otro mar al sur, donde la gente era tan rica que utilizaban vajillas y utensilios en oro para comer y beber. 
Para llevar a cabo la expedición en busca de ese nuevo mar del sur, Núñez de Balboa reclutó a los hombres que vivían en Santa María, entre los que se encontraba Juan García de la Hinojosa, y acompañado por 190 españoles, algunos guías indígenas y una jauría de perros, emprendió el viaje el 1 de septiembre de 1513.

### Como marinero
Parten de Santa María por la costa, en un bergantín y diez canoas indígenas hasta llegar a las tierras del cacique Careta, y desde allí, el 6 de septiembre, se internan en la selva, junto con un contingente de un millar de indígenas cedidos por Careta, hacia las tierras de Ponca, llegando el día 23 a las tierras del cacique Torecha, que dominaba el poblado de Cuarecuá. Será en este poblado donde deban entablar batalla contra el mencionado cacique, y aunque victoriosos, gran parte de la expedición quedará exhausta y malherida, por lo que muchos decidirán descansar en Cuarecuá para reponerse, mientras Juan García de la Hinojosa será uno de los 70 españoles que continúen el día 24 la expedición junto a Núñez de Balboa, internándose en la cordillera del río Chucunaque, donde llegados a la cima, pudieron contemplar las aguas del Mar del Sur, como fue llamado en un principio el Océano Pacífico, al mediodía de aquel 25 de septiembre de 1513. Mientras el clérigo Andrés de Vera entonaba un Te Deum, y el resto de los hombres levantaba pirámides de piedra, entre gritos de júbilo, por ser los primeros europeos en divisar aquellas calmadas aguas, y Juan García, con un cuchillo, grababa en la corteza de un árbol, la fecha y el nombre de los reyes de Castilla, Isabel y Fernando. El escribano, Andrés de Valderrábano, anotó el nombre de los 67 españoles que acompañaron a Vasco Núñez de Balboa en aquel descubrimiento:
“…Los caballeros e hidalgos y hombres de bien que se hallaron en el descubrimiento de la Mar del Sur con el magnífico y muy noble señor el capitán Vasco Núñez de Balboa, gobernador por sus Altezas en Tierra Firme, son los siguientes:
Andrés de Vera, clérigo
Francisco Pizarro…
Johan García, marinero…”
La expedición descendió la cordillera, adentrándose en las tierras del cacique Chiapes, y desde allí salieron tres grupos en busca de los caminos que llevaran al mar. Es muy probable que Juan García formara parte del grupo de Alonso Martín, quien llegó a las orillas del mar dos días después, embarcándose en una canoa y navegando por primera vez aquellas aguas, ya que no aparece en la lista de los 26 hombres que acompañaron posteriormente a Núñez de Balboa, cuando levantando sus manos, con la espada y un estandarte de la Virgen María, entró en el mar hasta que las aguas cubrieron sus rodillas y tomó posesión de dicho mar, en nombre de los reyes de Castilla. Habían recorrido más de 110 kilómetros hasta llegar ese 29 de septiembre a pisar las aguas del Océano Pacífico, y por ser la festividad de San Miguel, aquella bahía recibió este nombre.
Ansiosos por encontrar comarcas ricas en oro, los expedicionarios se dirigieron a las tierras de los caciques Coquera y Tumaco, a los que vencieron sin dificultad, consiguiendo un rico botín en oro y perlas, y allí oyeron hablar de la abundancia de perlas en unas islas gobernadas por el indio Terarequí. Embarcados en canoas pusieron rumbo a ese archipiélago, a pesar de ser ya el mes de octubre, y bautizaron a la mayor de aquellas islas como Isla Rica (actual Isla del Rey), y al conjunto de ellas, Archipiélago de las perlas. 
El 3 de noviembre de 1513 emprendieron viaje de regreso y el día 5 alcanzaban el pueblo del cacique Pacra, donde permanecieron el resto del mes, hasta que el 1 de diciembre continuaron con la marcha, pasando por el poblado de Bocheribuca y Pocorosa. El 18 de diciembre atacaron el poblado del cacique Tubanamá, consiguiendo gran cantidad de oro, y el 1 de enero de 1514 llegaban a las tierras del cacique Don Carlos, hijo de Comogre, que ya había fallecido, para alcanzar el día 17 el puerto de Careta. A finales del mes de enero de 1514, todos los españoles de la expedición, y entre ellos Juan García, se encontraban de nuevo en La Antigua, donde reunidos, se hizo el reparto de los 2.000 pesos de oro que se habían recogido en el viaje.
Los siguientes años los debió pasar Juan García de la Hinojosa por aquellas tierras de Honduras y Panamá, y puede que fuera en aquellas fechas cuando reciba el apodo de «Mulatero», como es denominado en varias Reales Cédulas, por haberse dedicado al negocio del alquiler de mulas, pero un aventurero como él, que además había venido a estas nuevas tierras en busca de fortuna, no fue ajeno a la campaña que Francisco Pizarro y Diego de Almagro estaban preparando en 1524 para la conquista del Perú, y es allí a donde se dirige para seguir conquistando territorios en nombre del rey D. Carlos, al tiempo que aumenta el oro en su saca.

### Muerte y posterior
En Perú permaneció hasta 1539, cuando, cansado de luchas y viajes, decidió regresar a su aldea de Guadalmez, cargado con una fortuna de 30.000 pesos de oro; pero, tras alcanzar la Ciudad de Panamá, murió en ella en 1539 o 1540.
El 11 de junio de 1540, sus primas Isabel y Beatriz pidieron, por Real Cédula, a los oidores y Audiencia de Panamá que se remitan a la Casa de Contratación de Sevilla todos los bienes que su primo dejó al fallecer en aquella ciudad, junto con el testamento y escrituras.